# Урсуляк Дар'я Сергіївна
Дар'я Сергіївна Урсуляк (рос. Дарья Сергеевна Урсуляк; нар. 2 квітня 1989 , Москва , СРСР) — російська актриса театру і кіно.
Фігурант бази даних центру «Миротворець» (незаконна комерційна діяльність в окупованому РФ Криму — зйомки у фільмах та серіалах).

## Біографія
Народилася в Москві 2 квітня 1989 року в родині кінорежисера Сергія Урсуляка (нар. 10 червня 1958) і актриси Ліки Ніфонтової (нар. 5 березня 1963). У є єдинокровна сестра (від першого шлюбу батька) — актриса Олександра (нар. 4 лютого 1983).
У 2006-2010 роках Вчилася на історико-філологічному факультеті Російського державного гуманітарного університету (РДГУ).
У 2010 поступила, а в 2014 році закінчила Театральний інститут імені Бориса Щукіна (художній керівник курсу - В. В. Іванов). Будучи студенткою, дебютувала в ролі Машеньки в спектаклі Державного академічного театру імені Є. Вахтангова «Окайомові дні» (за мотивами п'єси «Машенька» радянського драматурга Олександра Афіногенова) режисера Родіона Овчинникова  .
З 2013 р. служить в театрі «Сатирикон» імені Аркадія Райкіна, де задіяна в кількох спектаклях.

## Родина
Була одружена з актором Костянтином Білошапкою, донька Уляна (нар. вересень 2016 р).

## Творчість

### Ролі в театрі

#### Театр імені Є.Б.Вахтангова
- 2013 - «Окайомові дні» за мотивами п'єси «Машенька» радянського драматурга Олександра Афіногенова (режисер - Родіон Овчинников) - Машенька, внучка Петра Михайловича Окайомова [1][4] [5].

#### Театр «Сатирикон» імені Аркадія Райкіна
У театрі «Сатирикон» Дар'я Урсуляк служить з 2013 року. Грає в наступних спектаклях  :
- 2013 - «Ромео і Джульєтта» Вільяма Шекспіра (режисер - Костянтин Райкін ) - Джульєтта, дочка Капулетті [6].
- 2013 - «Чайка» за п'єсою Антона Чехова (режисер - Юрій Бутусов) - Маша, дочка Іллі Опанасовича Шамраєва / Ніна Михайлівна Зарічна, молода дівчина, дочка багатого поміщика [7].
- 2014 - «Game over» за п'єсою «Жорстокі ігри» Олексія Арбузова (режисер - Олена Бутенко-Райкіна) - Неля, яка прибула в Москву [8] .
- 2014 - «Однорукий з Спокан» за п'єсою ( «A Behanding in Spokane») Мартіна Макдонаха (режисер - Костянтин Райкін ) - Мерилін [9] .
- 2015 - «Людина з ресторану» за однойменною повістю Івана Шмельова (режисер - Єгор Перегудов) - Наташа, дочка Скороходова (людини з ресторану) [10]
- 2016 - Принцеса Івонна - Театр націй

### Фільмографія
- 1998 - Твір до Дня Перемоги - правнучка Соні і Саші
- 2014 - Грішник - Юлія Нікітіна, дочка Павла
- 2014 - Музаїка (фільм-спектакль) -
- 2014 - Невипадкова зустріч - Єлизавета, сестра Маргарити
- 2014 - Чудотворець - Аліна Воліна
- 2015 - Тихий Дон - Наталія Коршунова (потім - Мелехова), законна дружина Григорія Мелехова [11] [12]
- 2016 - Здається будинок з усіма незручностями - Наталя, дружина Бориса
- 2017 - Безпека - Віра, дочка Царьова
- 2018 - Солдатик - Катя, медсестра
- 2018 - Гурзуф - Регіна Морозова
- 2019 - Годунов - Ксенія Годунова
- 2019 - Здоровило - Ірина Костянтинівна Шевченко
- 2019 - Формула помсти - Аглая
- 2020 - Мир! Дружба! Жуйка! - Таня
- 2020 року - Закритий сезон - Катя
- 2021 - Хто-небудь бачив мою дівчину? - Катя
- 2021 - Здоровило -2 - Ірина Костянтинівна Шевченко
- 2021 - Німці - Уля
- 2021 - Подільські курсанти - Ліза Альошкіна